# Larry Huras
Larry Robert Huras (* 8. Juli 1955 in Listowel, Ontario) ist ein ehemaliger kanadischer Eishockeyspieler und jetziger -trainer, der bis April 2017 den Schweizer Klub Fribourg-Gottéron als Cheftrainer betreute.

## Karriere

### Als Spieler
Huras begann seine Karriere 1971 in Elmira in einer zweitklassigen Juniorenliga der Ontario Hockey Association (OHA). Zwischen 1972 und 1975 spielte er für die Kitchener Rangers in der höchsten Spielklasse der OHA, der Major Junior A, und deren Nachfolger, der Ontario Major Junior Hockey League. Während des NHL Amateur Draft 1975 wurde Huras in der fünften Runde an insgesamt 84. Stelle von den New York Rangers ausgewählt. In den folgenden zwei Jahren spielte er für verschiedene Teams in den Minor Leagues, bevor er am 27. Februar 1977 sein Debüt für die Rangers in der National Hockey League gab. Insgesamt absolvierte er nur zwei NHL-Partien, bevor er zu den New Haven Nighthawks zurückkehrte.
Weitere Stationen in den unteren Ligen Nordamerikas waren die Salt Lake Golden Eagles, die Dallas Black Hawks und die Port Huron Flags. 1980 verließ er den amerikanischen Kontinent und wechselte in die höchste französische Spielklasse, die heutige Ligue Magnus, zu Grenoble MH 38. Mit Grenoble wurde er 1981 und 1982 französischer Meister.
Zwischen 1983 und 1988 spielte er für den Gap Hockey Club. Ab 1988 ging er für Rouen HÉ aufs Eis, mit denen er 1990 erneut die französische Meisterschaft errang.

### Als Trainer
Vor der Saison 1991/92 wurde Huras zum Spielertrainer in Rouen nominiert und füllte diese Position bis 1994 aus, wobei er in den Spielzeiten 1992/93 und 1993/94 nur wenig zum Einsatz kam. 1994 beendete er seine Spielerkarriere endgültig, blieb aber bis zum Ende der Saison 1995/96 Trainer von Rouen HE.
Vor der Spielzeit 1996/97 wurde er Cheftrainer des HC Ambrì-Piotta, mit dem er zweimal den IIHF Continental Cup gewann. Nach der Spielzeit 1999/2000 verließ er den Verein und betreute in der Folgezeit die ZSC Lions. Mit dem ZSC gewann er 2001 einen weiteren Continental Cup und wurde Schweizer Meister, bevor er am 6. November 2001 von seinem Amt entbunden wurde.
Beim Spengler Cup 2001 war er Assistenztrainer des Team Canada, welches den Pokalwettbewerb gewann. Knapp ein Jahr später, am 14. November 2002, wurde er vom HC Lugano unter Vertrag genommen. Mit dem HC Lugano erreichte er 2003 einen weiteren Meistertitel. Am 10. März 2006 wurde er nach einer Niederlagenserie in den Playoffs vom HC Lugano entlassen.
Ein Jahr später, am Ende der Spielzeit 2006/07, half er dem HC Ambrì-Piotta beim Klassenerhalt.
In der Saison 2007/08 war er Cheftrainer der Stavanger Oilers in der norwegischen GET-ligaen. In der Spielzeit 2008/09 betreute Larry Huras den EC Villacher SV als Cheftrainer. Ab Sommer 2009 war Larry Huras Cheftrainer des SC Bern mit dem er 2010 den Schweizer Meistertitel gewann. Am 21. Oktober 2011 wurde er nach der 1:2-Niederlage gegen die ZSC Lions seines Amtes enthoben. Als ausschlaggebender Grund für die Entlassung gilt neben den zuletzt nicht zufriedenstellenden sportlichen Resultaten vor allem die als unattraktiv bezeichnete Spielweise des SC Bern. Kurz nach der Entlassung in Bern wurde Larry Huras am 26. Oktober 2011 vom HC Lugano bis 2013/14 unter Vertrag genommen. Dieser Vertrag wurde Anfang April 2013 aufgelöst. Im Juni 2014 wurde er vom amtierenden deutschen Meister ERC Ingolstadt aus der DEL als neuer Trainer bekannt gegeben. Einen Tag nach der Finalniederlage gegen die Adler Mannheim im April 2015 teilte er mit, dass er zum schwedischen Verein MODO Hockey in die Svenska Hockeyligan wechselt. Nach nur zehn Punkten aus den ersten 15 Spielen der Saison 2015/16 wurde Huras im November 2015 entlassen.
Ab Ende September 2016 war er Cheftrainer von Fribourg-Gottéron. Er führte die Mannschaft ins Halbfinale der Champions Hockey League, wo man im Januar 2017 gegen den schwedischen Verein Frölunda HC ausschied. In der National League A sicherte Fribourg unter Huras' Leitung in der Abstiegsrunde den Klassenerhalt, nach dem Saisonende 2016/17 wurde die Zusammenarbeit beendet.

## Erfolge und Auszeichnungen

### Als Spieler
- 1981 Französischer Meister mit dem CSG Grenoble
- 1982 Französischer Meister mit dem CSG Grenoble
- 1990 Französischer Meister mit Rouen Hockey Élite 76

### Als Trainer
- 1992 Französischer Meister mit Rouen Hockey Élite 76 (als Spielertrainer)
- 1993 Französischer Meister mit Rouen Hockey Élite 76 (als Spielertrainer)
- 1994 Französischer Meister mit Rouen Hockey Élite 76 (als Spielertrainer)
- 1995 Französischer Meister mit Rouen Hockey Élite 76
- 1998 IIHF-Continental-Cup-Gewinn mit dem HC Ambrì-Piotta
- 1999 IIHF-Continental-Cup-Gewinn mit dem HC Ambrì-Piotta
- 1999 Trainer des Jahres der Nationalliga A
- 1999 IIHF-Super-Cup-Gewinn mit dem HC Ambrì-Piotta
- 2001 IIHF-Continental-Cup-Gewinn mit den ZSC Lions
- 2001 Schweizer Meister mit den ZSC Lions
- 2001 Spengler-Cup-Gewinn mit dem Team Kanada (als Assistenztrainer)
- 2003 Schweizer Meister mit dem HC Lugano
- 2010 Schweizer Meister mit dem SC Bern

## Karrierestatistik
(Legende zur Spielerstatistik: Sp oder GP = absolvierte Spiele; T oder G = erzielte Tore; V oder A = erzielte Assists; Pkt oder Pts = erzielte Scorerpunkte; SM oder PIM = erhaltene Strafminuten; +/− = Plus/Minus-Bilanz; PP = erzielte Überzahltore; SH = erzielte Unterzahltore; GW = erzielte Siegtore; 1 Play-downs/Relegation; Kursiv: Statistik nicht vollständig)